# Pohutukawa
De pohutukawa (Metrosideros excelsa) is een plant uit de mirtefamilie (Myrtaceae). Het is een tot 20 m hoge boom met een brede kroon en kromme, kronkelige twijgen. In cultuur wordt de plant vaak struikvormig gehouden. De naam pohutakawa stamt uit de taal van de Maori's.
De bladeren zijn tegenoverstaand en van onderen net als de twijgen en de kelken dicht grijswit behaard. De bladeren zijn elliptisch, tot 10 cm lang, donkergroen, leerachtig en aan het uiteinde afgerond.
De bloemen groeien in dichte kluwens. Ze hebben vijf wollig behaarde kelkbladen en vijf, zeer kleine kroonbladeren. Ze hebben vele, karmijnrode, tot 4 cm lange meeldraden, waarvan alleen de helmknoppen geel zijn. De stijl heeft een glanzend geelgroene, ringvormige honingklier. De vruchten zijn tot 1 cm grote doosvruchten, die driekleppig opensplijten. Aan het uiteinde van de vrucht blijft de bloemkelk zichtbaar.
De pohutukawa is endemisch in Nieuw-Zeeland, waar hij voorkomt op het Noordereiland. De soort wordt veel als sierstruik gekweekt.

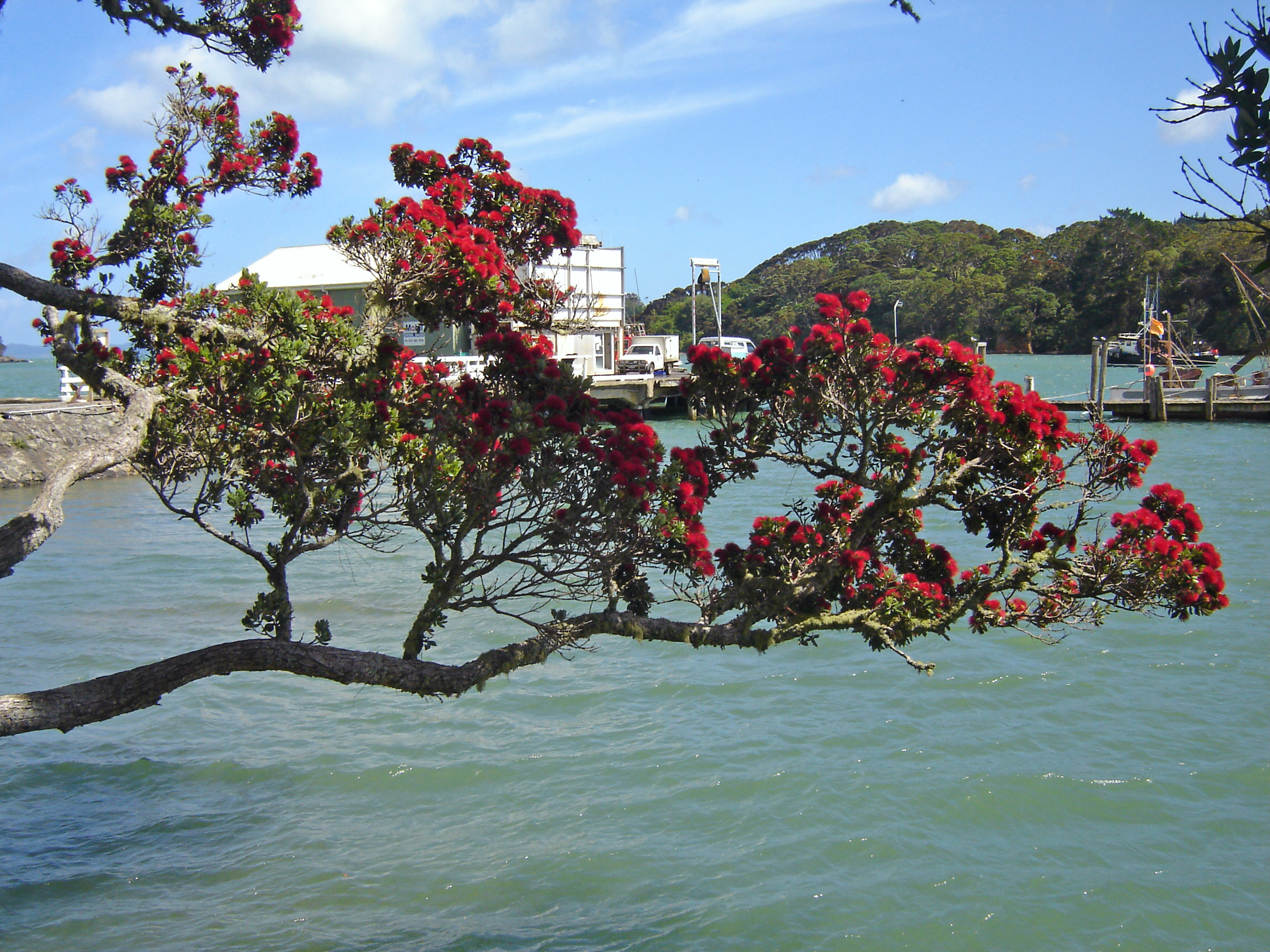
Foto van een Pohutukawa.

... · 
M. albiflora · 
M. diffusa · 
M. excelsa (Pohutukawa) · 
M. fulgens · 
M. kermadecensis · 
M. perforata · 
M. polymorpha (Ohia lehua)
M. robusta (Noordelijke rata) · 
M. umbellata (Zuidelijke rata) · 
...